# Cataloipus himalayensis
Cataloipus himalayensis är en insektsart som beskrevs av Singh, A.K. och Tandon 1978. Cataloipus himalayensis ingår i släktet Cataloipus och familjen gräshoppor. Inga underarter finns listade i Catalogue of Life.